# Наёмники в Анголе
Наёмники в Анголе (порт. Mercenários em Angola) — иностранцы, которые участвовали в гражданской войны в Анголе на стороне МПЛА или повстанцев, но не являлись кадровыми военными государств-интервентов (СССР, Куба, ЮАР, ГДР). Среди наёмных специалистов первоначально преобладали выходцы из западных стран и государств «первого мира», таких как США, Великобритания, Ирландия, Франция, Португалия и ЮАР. В 1990-е годы их вытеснили уроженцы бывших советских республик, главным образом россияне и украинцы.

## Западные наёмники
Деятельность «диких гусей» прямо или косвенно курировали американские спецслужбы. Под их руководством спешно собран отряд из 250 французских, португальских и британских специалистов.
Как правило западные наёмники являлись бывшими военными, а порой ветеранами других военных конфликтов (например, Вьетнамской войны). Средний ежемесячный оклад мог зависеть от национальности иностранца: по расценкам на 1976 год, если британцу платили по 150 фунтов, то американец получал от 1200 до 2000 долларов. Вербовка проходила через журнал «Солдат удачи», где бойцы либо сами размещали объявление о желании поехать куда-нибудь, либо подыскивали себе работу из рекламы вербовщиков.
Вербовочная кампания через издание началась уже в 1975 г., когда конфликт только-только начался. Её запустил англичанин Джон Бэнкс, который призывал антикоммунистов присоединиться к ангольской оппозиции, утверждая, что получил финансирование от ЦРУ на наёмническую миссию в размере 80 тысяч долларов (как впоследствии выяснилось, данная информация была ложной). Однако Бэнксу удалось перенаправить порядка дюжины американцев в Анголу, где несколько из них были убиты в бою, а остальные взяты в плен.
В начале 1990-х «дикие гуси» трудоустраивались через южноафриканских посредников, с которыми заключались 30-дневные контракты без медицинской страховки или компенсации в случае ранения или смерти. Рядовым платили 500 рэндов (примерно 150 долларов по тем временам) в день, капралам — 600 рэндов, командирам отделений — 750, а командованию всей группой — 900. Половину суммы выдавали сразу, а остаток получали после завершения контракта. Далее иностранцев перебрасывали самолётами в зону боевых действий, иногда с пересадкой в Намибии.
Со слов автора издания «Солдат удачи» Роберта К. Брауна, организацией, руководством и вербовкой занимались бывшие офицеры армии ЮАР. Им были упомянуты полковник Лэни Келлару, с которым заключался контракт, и капитан спецназа Бакс Байз, возглавлявший одну из групп, действовавших в интересах официального правительства. К ним нанимались даже их соотечественники. Так, например, Браун называл имена Фила Смита, ветерана из Родезии, служивший в 4-м разведывательном полку армии ЮАР, и Фрэнка Тальяарда (оба были убиты в бою с УНИТА в начале марта 1993 г.).

## Сотрудники ЧВК
В 1990-е годы в «горячей точке» появились бойцы южноафриканской ЧВК «Executive Outcomes». Первое время они обучали военнослужащих правительственной армии, а чуть позже участвовали в боевых действиях, но уже на стороне повстанцев, в частности, группировки УНИТА. В 1993 году организация заключила контракт с нефтяной компанией Ranger Oil на охрану перевозок дорогостоящего оборудования для бурения скважин, которое находилось в ангольском порту Сойо.

## Наёмники из бывшего СССР
Осенью 1998 года появились первые сообщения об участии граждан России и Украины в войне в Анголе. Они пилотировали ударные вертолёты Ми-24, штурмовики Су-25, истребители МиГ-21 и МиГ-23, фронтовые бомбардировщики Су-24 и транспортники. Иностранцы также участвовали в противовоздушной обороне, сбивая из ПЗРК авиацию противника. Специалисты из СНГ служили как в правительственной армии МПЛА, так и у повстанцев УНИТА. Ангола среди наёмников и выехавший на заработки специалистов считалась в те годы самым опасным местом. Повстанцы в стремлении дестабилизировать ситуацию и повлиять на правящий режим сбивали гражданские и военные самолёты. Выживших пилотов либо расстреливали, либо брали в заложники с целью обменять на своих пленённых боевиков или добиться других уступок со стороны властей.
По данным газеты «Собеседник», лишь с осени 1998 года по лето 1999 года было сбито не менее 8 российских транспортных самолётов типа Ан-12 и Ан-26, от 24 до 30 авиаторов попали в руки партизан. Всего в 90-е годы в Анголе погибло и пропало без вести 17 экипажей. Среди них — молдавский Ан-72 (на борту было шесть авиаторов), пропавший в декабре 1997-го.
В 2000 году Служба безопасности Украины обнародовала документ, свидетельствовавший о том, что за год они как минимум 150 раз участвовали в прямых боевых столкновениях, а также в воздушных боях друг против друга. Примечательно, что для военных лётчиков не было секретом, с кем сражаются.
Всего в конфликте, согласно информации издания «Версия», зафиксировано участие не менее 400 наёмных лётчиков на стороне правительственных сил и почти столько же — на стороне повстанцев из УНИТА. Из них погибли не менее сотни человек.
Появление здесь выходцев бывших советских республик, как отмечал французских наёмник Боб Денар, было обусловлено утратой рабочих мест многими военными после падения соцблока.

## Уголовные преследования
В 1976 году правительственным войскам марксистской МПЛА и поддерживающим их кубинцам удалось захватить в плен 13 западных наёмников, воевавших за ФНЛА — троих американцев, девятерых британцев и ирландца. Над ними устроили показательный процесс в Луанде, на который пригласили западных наблюдателей и журналистов. После непродолжительных слушаний были вынесены приговоры. Британцев Костаса Георгиу (греко-кипрского происхождения), Эндрю Маккензи, Дерека Баркера и американца Дэниэла Герхарта приговорили к смертной казни и расстреляли; остальные, в том числе американец аргентинского происхождения Густаво Грильо, получили длительные сроки лишения свободы. Заключённые наёмники были освобождены после переговоров в 1982—1984 годах.

## Анализ
Ожидалось, что «солдаты удачи» смогут переломить ход войны, как это было в Конго. Госсекретарь США Генри Киссинджер доверительно сообщал своим европейским коллегам: «200 наёмников могли удержать всё бельгийское Конго. В июне 1976 года ЦРУ сказало нам, что 200 наёмников смогут завоевать для нас всю Анголу». Однако надежды не оправдались. Наёмники прославились в большей степени своей неуёмной жестокостью — не раз они убивали даже местных союзников.
Американский историк Алан Аксельрод писал, что помимо отставных военных, в Анголу приехали в огромном количестве люди, далёкие от военной сферы. Среди них были просто фантазёры, которые выдумали для себя героическую боевую историю. Они не знали, как правильно пользоваться своим оружием, что часто приводило к самострелам. Назывались ещё две причины фиаско: в отличие от секретной операции в Конго ангольские мероприятия курировало только ЦРУ (армия и авиация не помогали с логистикой). Вдобавок никто не следил за тем, чтобы наёмники инструктировали и усиливали местные вооружённые отряды.
Приток «солдат удачи» с постсоветского пространства, как отмечали Боб Денар и российская газета «Собеседник», привёл к вытеснению западных специалистов и падению цен на услуги иностранцев (бывшие советские военные просили за свою работу в два раза меньше конкурентов). В интервью для журналиста издания «Известие» Георгия Золотова Денар сделал акцент на изменении специфики наёмничества на африканском континенте. Со слов француза, если «сорок лет назад африканцы не умели воевать, поэтому они нуждались в поддержке белых наёмников — теперь они научились стрелять друг в друга. Но до сих пор не умеют управляться с техникой. Поэтому им требуются специалисты для обслуживания орудий и самолётов: в Африке до сих пор много советского и российского тяжёлого вооружения».

## Публикации
- Вальдес, Виво Рауль. Ангола: крах мифа о наемниках [Текст] : [Пер. с исп.] / [Предисл. О. Игнатьева]. — Москва : Прогресс, 1978. — 93 с., 8 л. ил. : ил.; 16 см.